# Arsène Hobou
Arsène Hobou (30 de outubro de 1967) é um ex-futebolista profissional marfinense que atuava como defensor.

## Carreira
Arsène Hobou se profissionalizou no ASEC Mimosas.

## Seleção
Arsène Hobou integrou a Seleção Marfinense de Futebol na Copa Rei Fahd de 1992, na Arábia Saudita.

## Títulos
Costa do Marfim
- Copa das Nações Africanas: 1992